# Lettrétage

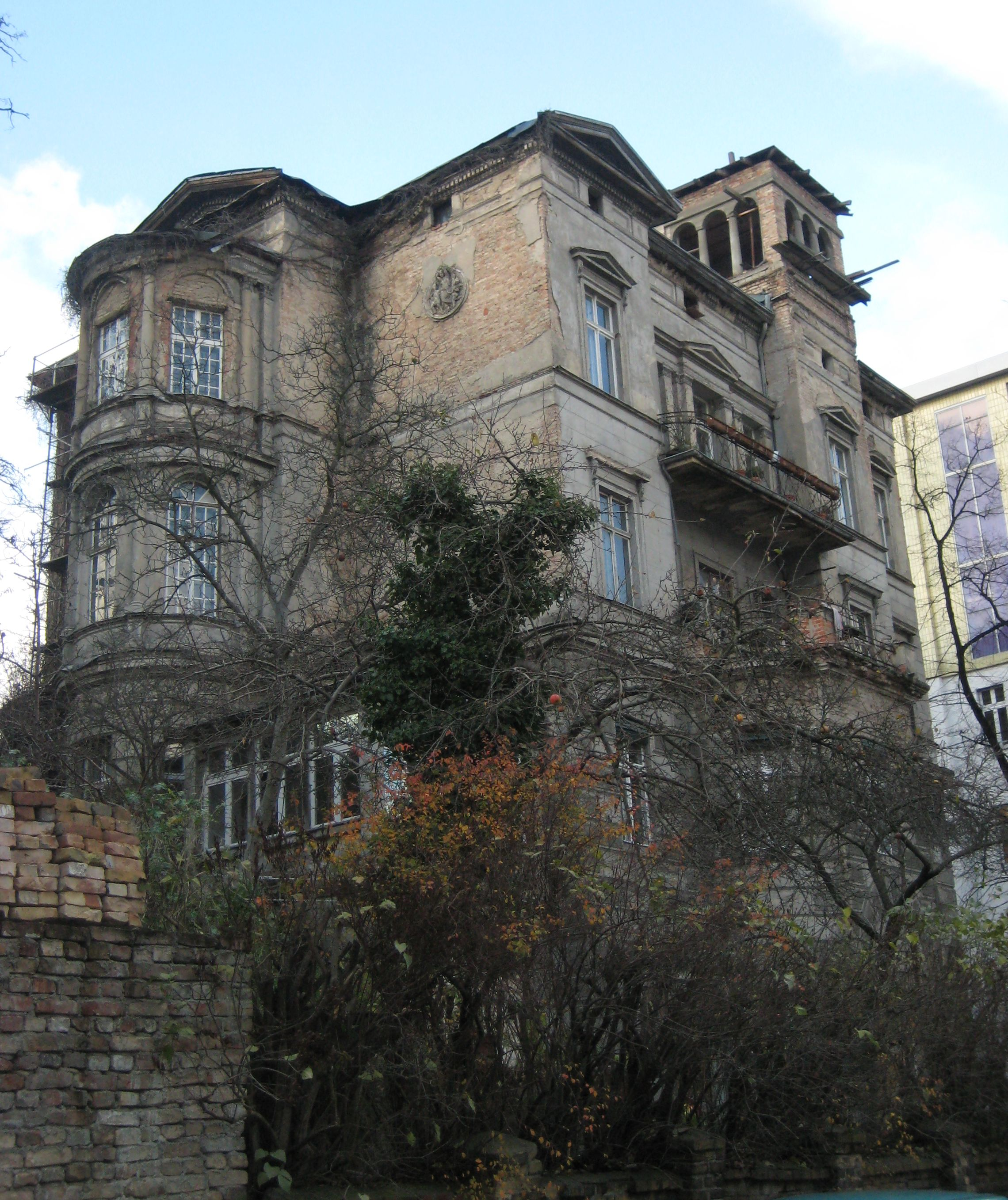
Haus Lindenberg, in dem die Lettrétage bis 2013 untergebracht war

Die Lettrétage ist ein Berliner Literaturhaus und Mitglied der Arbeitsgemeinschaft Literarischer Gesellschaften und Gedenkstätten.

## Geschichte
Die Lettrétage wurde im September 2006 von dem Autor Tom Bresemann, der Komparatistin Katharina Deloglu und dem Germanisten, Übersetzer und Lektor Moritz Malsch in der Gründerzeitvilla Haus Lindenberg am Rand des Viktoriaparks im Berliner Ortsteil Kreuzberg gegründet. Seit Oktober 2007 bietet der gemeinnützige Verein Lettrétage einerseits den institutionellen Rahmen und andererseits auch die Möglichkeit, die Arbeit als Freund und Förderer zu unterstützen.
Die Lettrétage bezeichnete sich zwischen 2006 und 2017 als „junges“ Literaturhaus. Aber auch Autoren wie der damals 82-jährige Giwi Margwelaschwili lasen bereits dort. Das programmatische Spektrum reicht von Klassiker-Lesungen, die in der Regel von ausgebildeten Schauspielern (unter anderem von Denis Abrahams und Elisabeth Sutterlüty) bestritten werden, über Lesungen von Autoren der Gegenwart bis hin zu Kunstausstellungen sowie kleinen Theaterprojekten und crossmedialen Performances.
Seit 2014 erkundet das Literaturhaus andere Wege der Literaturvermittlung bei Veranstaltungen, Projekte wie die Lesereihe „CON_TEXT“ zeugen davon. Zur Programmatik gehört die Vernetzung der Literaturen Europas. Im Jahr 2014 wurde das internationale Literaturfestival „SOUNDOUT!“ veranstaltet, auf dem zahlreiche europäische und deutschsprachige Autoren und Künstler lasen und Künstler wie z. B. Robert Stadlober auftraten. Seit 2014 widmet sich die Lettrétage auch verstärkt der kulturellen Bildung. Während des Projekts „¿Comment!“ erarbeitete das Literaturhaus zusammen mit Autoren und Schülern einer Berliner Schule und neue Zugänge zu zeitgenössischer fremdsprachiger Literatur.
Seit 2018 erhält die Lettrétage als eine Ankerinstitution für die freie Literaturszene eine Basisförderung der Stadt Berlin. Sie bietet in ihrer Funktion als Ankerinstitution eine Anlaufstelle für alle freien Literaturschaffenden der Stadt und steht mit ihrer Infrastruktur Autoren, Übersetzern, Literaturzeitschriften, unabhängigen kleinen Verlagen und Veranstaltern der freien Literaturszene zur Seite.
Das Literaturhaus fördert die junge deutschsprachige Lyrik und Prosa mit eigenen Projekten (z. B. „Neues vom Jetzt“, „Datenschreiber“) und Buchpremieren verschiedener Verlage. Auch literarischen Zeitschriften wie die Edit, BELLA triste und randnummer bietet die Lettrétage regelmäßig ein Podium für Lesungen.
Ein weiterer Schwerpunkt liegt auf internationalen Autoren, wobei Begegnung und Vernetzung im Mittelpunkt stehen. Dazu zählen Projekte wie die Konferenz „Schriftproben“, die nordische und deutsche Autoren zusammenbrachte und Projekte zur Migrationsliteratur.
Projekte des Hauses wurden u. a. unterstützt durch das Förderprogramm „Creative Europe“ der Europäischen Union, die Lottostiftung Berlin Brandenburg, das Kulturamt des Bezirks Friedrichshain-Kreuzberg, den Senat von Berlin, den Hauptstadtkulturfonds, die Kulturstiftung des Bundes, die Stiftung Preußische Seehandlung sowie durch die Botschaften Uruguays, Spaniens, Argentiniens, Luxemburgs, Islands, Dänemarks und Schwedens.
Seit 2021 finden die Veranstaltungen der Lettrétage in der Veteranenstraße in Berlin-Mitte statt.
Die Lettrétage war Träger des Projekts „WiSU – Wirtschaftliche Stärkung der Urheber*innen in der freien Literaturszene Berlin“, Das seit 2019 unter dem Titel Schreiben und Leben fortgesetzt wird. Hier können Autoren, Lektoren, Literaturveranstalter, Literaturübersetzer und Kleinverleger beruflich kooperieren, einander unterstützen oder zusammen neue Ideen entwickeln. Es bietet Einzelberatung für Freiberufler des Literaturwesens, Möglichkeiten zur Raumnutzung für Freiberufler der Branche, einen jährlichen „Branchentreff Literatur“ und gemeinsame Organisation von Ticketverkauf oder Marketing.

## Verlag
Aus einer Lettrétage-Lesung entstand das Autoren-Schreibprojekt „Covering Onetti“, bei dem diverse Autoren Texte von Juan Carlos Onetti als Vorlage für eigene Texte nahmen. Die Ergebnisse wurden im eigens neugegründeten Verlag Lettrétage als Buch veröffentlicht. Auch hier liegt der Schwerpunkt auf deutscher und spanischsprachiger Gegenwartsliteratur. So erschienen bislang etwa eine von Timo Berger herausgegebene Anthologie mit dem Titel Neues vom Fluss, die junge Literatur aus Uruguay, Paraguay und Argentinien vorstellt, und die Weihnachts-Anthologie Im Heiligkeitsgedränge mit Gedichten von Kurt Drawert, Hendrik Jackson, Björn Kuhligk, Katharina Schultens und Alexander Gumz. Ansprechpartner für die Presse- und Öffentlichkeitsarbeit ist Philipp Böhm.

## Auszeichnungen
Die Lettrétage bekam den Hartmut-Vogel-Preis für Literaturvermittlung der Arbeitsgemeinschaft Literarischer Gesellschaften und Gedenkstätten (ALG) für 2014 verliehen. Die Lettrétage ist Preisträger des Preises für Projekträume der Stadt Berlin.